# Tarcisio Bertone
Tarcisio Pietro Evasio Bertone (Romano Canavese, 2 de diciembre de 1934) es un cardenal salesiano de la Iglesia católica que fue secretario de Estado de la Santa Sede bajo el pontificado de Benedicto XVI y camarlengo. El 28 de febrero de 2013 a las 20:00 tomó sus funciones durante el periodo de Sede Vacante y continuó siendo el cardenal camarlengo hasta el 20 de diciembre de 2014 en el que fue relevado en el cargo una vez cumplido el límite de edad de ochenta años.

## Biografía
Nació en Romano Canavese (provincia de Turín, Italia) el 2 de diciembre de 1934. 
Realizó sus estudios de grado medio en Turín.
Licenciado en teología por la Facultad Teológica Salesiana de Turín, obtuvo el doctorado por el Pontificio Ateneo Salesiano de Roma, donde además realizó la licenciatura y el doctorado en Derecho Canónico.

### Sacerdocio
En Turín, ingresó en el noviciado salesiano. Hizo su primera profesión como salesiano el 16 de agosto de 1950. Fue ordenado sacerdote el 1 de julio de 1960.
En 1967 asumió la cátedra de Teología Moral Especial en el Ateneo Salesiano de Roma, hoy Pontificia Universidad Salesiana. En ella ha sido también decano de la Facultad de Derecho Canónico, y de 1989 a 1991 fue su rector.

### Episcopado
En 1991 fue nombrado arzobispo de Vercelli, en el norte de Italia. En 1995 el papa Juan Pablo II le nombró secretario de la Congregación para la Doctrina de la Fe; en ella pudo conocer profundamente al cardenal Joseph Ratzinger, prefecto de esa misma Congregación. En esta función fue él el encargado por el papa de hacer público el llamado tercer secreto de Fátima.
En 2003 fue nombrado arzobispo de Génova. 

## Cardenalato
El 21 de octubre de ese mismo año fue designado cardenal con el título de Santa María Auxiliadora de Vía Tuscolana. Participó en el cónclave de 2005, que eligió al cardenal Ratzinger nuevo papa con el nombre de Benedicto XVI.
Benedicto XVI le designó el 15 de septiembre de 2006 como secretario de Estado de la Santa Sede, y desde el 4 de abril de 2007 es designado el cardenal camarlengo. Este cargo de camarlengo y secretario de la Santa Sede, no fue desempeñado simultáneamente desde que en 1978 lo fuera el cardenal Jean-Marie Villot, el cual se encargó de comprobar el fallecimiento de los papas Pablo VI y Juan Pablo I. Tras la muerte el 19 de abril de 2008 del cardenal colombiano Alfonso López Trujillo, el 10 de mayo el papa Benedicto XVI, lo agrega a los cardenales obispos, con el título de la Sede Suburbicaria Frascati.
Con motivo del bicentenario de la independencia de Chile, realizó un viaje a este país en abril de 2010, siendo todavía reciente el terremoto sufrido en parte de su territorio.
En abril del 2010 declaró que existía relación entre homosexualidad y pedofilia afirmando: “Estudios científicos demuestran que no hay relación entre celibato y pedofilia, sino entre homosexualidad y pedofilia”.
En 2011 celebró la misa de acción de gracias por la beatificación de Juan Pablo II.
En 2012 recibió el Premio Conde de Barcelona de manos del rey de España.
En la Curia Romana es miembro de las congregaciones para la Doctrina de la Fe, el Clero, las Iglesias Orientales, los Obispos y para la Evangelización de los Pueblos. Miembro de la Comisión Cardinalicia de vigilancia del Instituto para las Obras de Religión (I.O.R.).
El 31 de agosto de 2013 el papa Francisco aceptó su renuncia como secretario de Estado de la Santa Sede, nombrando sucesor al arzobispo Pietro Parolin, que tomó posesión del cargo el 15 de octubre.
El 16 de diciembre de 2013 es confirmado como miembro de la Congregación para los Obispos.
El 13 de octubre de 2020 fue confirmado como miembro de la Congregación para la Evangelización de los Pueblos donec aliter provideatur.

### Secretario de Estado
Como secretario de Estado, el cardenal Bertone se caracterizó por la especial sintonía con el Papa, dado que anteriormente habían colaborado durante muchos años.
En su periodo como secretario de Estado afrontó la situación creada por las consagraciones episcopales ilegítimas del arzobispo Milingo. También hubo de movilizar la diplomacia de la Santa Sede con motivo de unas declaraciones del papa en Ratisbona, mal entendidas en algunos ambientes musulmanes. El viaje a Turquía del Papa en noviembre de 2006 puso a prueba las dotes diplomáticas del cardenal Bertone, tanto hacia las autoridades turcas como -desde el punto de vista ecuménico- hacia el Patriarca de Constantinopla.
En 2008 realizó una visita de varios días a Cuba con ocasión del X aniversario del viaje de Juan Pablo II.
El papa Benedicto XVI le nombró legado pontificio para el VI Encuentro Mundial de las Familias celebrado en México del 13 al 18 de enero de 2009.
Su cercanía con el papa ha sido tan clara que en las vacaciones de verano del pontífice en 2009, este decidió ir a la región del Valle de Aosta y, a pesar de un accidente en su mano derecha, visitar la población natal del cardenal italiano que allí presidió una eucaristía esperando la llegada de Benedicto XVI.
En diciembre de 2009 cumplió los 75 años de edad y, como establece el Código de Derecho Canónico, presentó su renuncia al cargo de secretario de Estado; pero Benedicto XVI, mediante una carta con fecha del 15 de enero de 2010, le encomendó seguir desempeñando su cargo.